# بيراكورا (كورينثيا)
بيراكورا (Περαχώρα) هي مدينة في كورينثيا في مقاطعة كينتريكي إلادا في اليونان.